# Luke Wilson

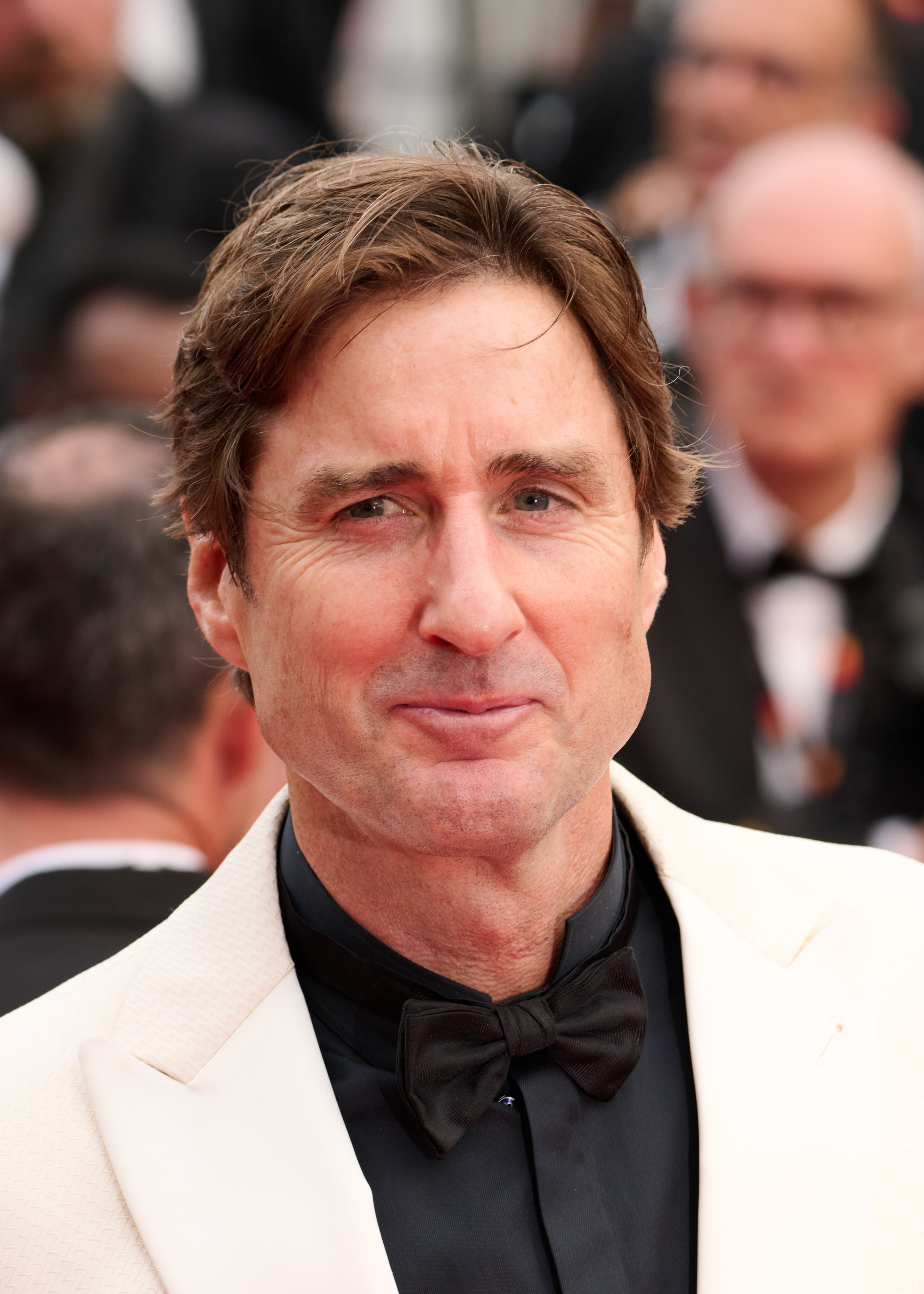
Luke Wilson, 2025

Luke Cunningham Wilson (* 21. September 1971 in Dallas, Texas) ist ein US-amerikanischer Schauspieler.

## Leben

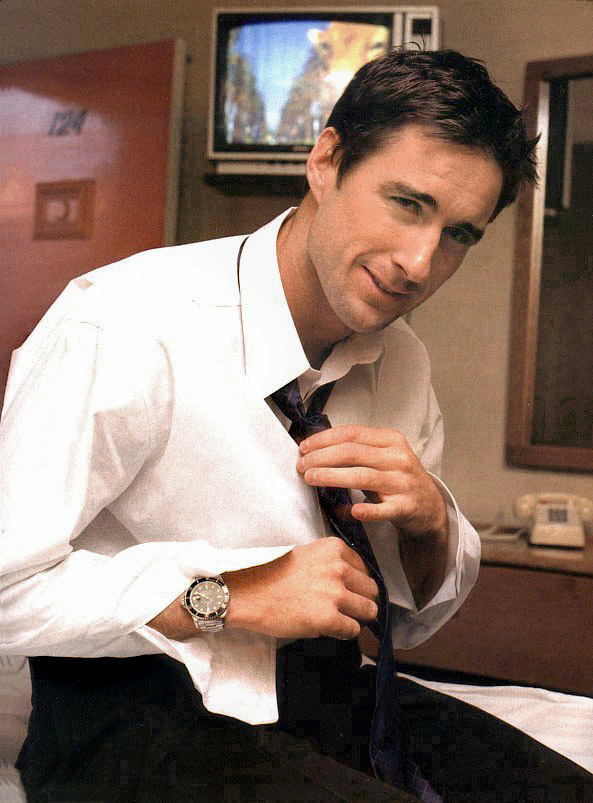
Luke Wilson, 2003

Luke Wilson wuchs als jüngster von drei Söhnen eines Werbefachmanns und einer Fotografin in Dallas, Texas auf. Seine Brüder sind die Schauspieler Andrew und Owen Wilson. Wie sie besuchte er das Occidental College in Kalifornien.
Sein Debüt gab er 1996 mit seinen Brüdern in dem Film Durchgeknallt von Wes Anderson. Zu den Filmen, in denen er mitwirkte, gehört unter anderem Natürlich blond, in dem er neben Reese Witherspoon spielte und durch den er einem breiteren Publikum bekannt wurde. In den Medien wird er oft als Mitglied des so genannten Frat Pack bezeichnet, eine Gruppe von Schauspielern um Owen Wilson, Ben Stiller, Jack Black, Will Ferrell, Vince Vaughn und Steve Carell, die in ihren Filmen häufig zusammenarbeiten.

## Filmografie (Auswahl)
- 1996: Durchgeknallt (Bottle Rocket)
- 1997: Bongwater
- 1997: Bloody Wedding – Die Braut muss warten (Best Men)
- 1997: Scream 2 (Cameoauftritt)
- 1998: Verliebt in Sally (Home Fries)
- 1998: Rushmore
- 1998: Dog Park
- 1998: Akte X – Die unheimlichen Fälle des FBI (The X-Files, Fernsehserie, Folge 5x12)
- 1999: Der Diamanten-Cop (Blue Streak)
- 1999: Mein Hund Skip (My Dog Skip)
- 2000: Lethal Mistake – Bis zum letzten Atemzug (Preston Tylk/Bad Seed)
- 2000: Committed – Einmal siebter Himmel und zurück (Committed)
- 2000: 3 Engel für Charlie (Charlie’s Angels)
- 2001: Die Royal Tenenbaums (The Royal Tenenbaums)
- 2001: Soul Survivors
- 2001: Natürlich blond (Legally Blonde)
- 2002: Hilfe, ich habe ein Date! (The Third Wheel)
- 2002–2005: Die wilden Siebziger (That ’70s Show, Fernsehserie, 6 Folgen)
- 2003: 3 Engel für Charlie – Volle Power (Charlie’s Angels: Full Throttle)
- 2003: Old School – Wir lassen absolut nichts anbrennen (Old School)
- 2003: Natürlich blond 2 (Legally Blonde 2: Red, White & Blonde)
- 2003: Alex & Emma
- 2003: Masked and Anonymous
- 2004: Entourage (Fernsehserie, Folge 1x03)
- 2004: In 80 Tagen um die Welt (Around the World in 80 Days)
- 2004: Wake Up, Ron Burgundy: The Lost Movie
- 2004: Anchorman - Die Legende von Ron Burgundy
- 2005: Die Familie Stone – Verloben verboten! (The Family Stone)
- 2005: The Wendell Baker Story
- 2006: Die Super-Ex (My Super Ex-Girlfriend)
- 2006: Mein erster Mord (Mini’s First Time)
- 2006: Eulen – Kleine Freunde in großer Gefahr! (Hoot)
- 2006: Idiocracy
- 2007: You Kill Me
- 2007: Die Eisprinzen (Blades of Glory)
- 2007: Blonde Ambition
- 2007: Motel (Vacancy)
- 2007: Todeszug nach Yuma (3:10 to Yuma)
- 2008: Terra
- 2008: Henry Poole – Vom Glück verfolgt (Henry Poole Is Here)
- 2009: Middle Men
- 2010: Sterben will gelernt sein (Death at a Funeral)
- 2011–2013: Enlightened – Erleuchtung mit Hindernissen (Enlightened, Fernsehserie, 18 Folgen)
- 2012: Meeting Evil
- 2013: Drunk History (Fernsehserie, 1 Folge)
- 2014: The Skeleton Twins
- 2014: Playing It Cool
- 2014: Ride – Wenn Spaß in Wellen kommt (Ride)
- 2015: The Ridiculous 6
- 2015: Erschütternde Wahrheit (Concussion)
- 2016: Operation Mars (Approaching the Unknown)
- 2016: Outlaws and Angels
- 2017: The Girl Who Invented Kissing
- 2017: Im Zweifel glücklich (Brad’s Status)
- 2019: Guest of Honour
- 2019: Der Distelfink (The Goldfinch)
- 2019: Zombieland: Doppelt hält besser (Zombieland: Double Tap)
- 2020: All die verdammt perfekten Tage (All the Bright Places)
- 2020–2022: Stargirl (Fernsehserie)
- 2021: 12 Mighty Orphans
- 2022: Gasoline Alley
- 2022: Look Both Ways
- 2023: Miranda’s Victim
- 2023: Fingernails
- 2024: Horizon – Eine amerikanische Saga
- 2024: No Good Deed (Serie)

## Auszeichnungen
- 1996: Special Award, Debüt des Jahres für Durchgeknallt
- 2005: Vail Film Vestival, Bester Film für The Wendell Baker Story